# کارل ینسن (کشتی‌گیر)
کارل ینسن (دانمارکی: Carl Jensen؛ ۱۳ سپتامبر ۱۸۸۲ – ۴ آوریل ۱۹۴۲) کشتی‌گیر اهل دانمارک بود.
وی در مسابقات کشوری و بین‌المللی در مجموع برندهٔ ۱ مدال برنز شده‌است.